# Eastern Kings
Eastern Kings es un municipio rural canadiense situado en la provincia de Isla del Príncipe Eduardo.

## Superficie
Eastern Kings tiene una superficie de 141,12 km².

## Demografía
En 2021, tenía 687 habitantes, una densidad poblacional de 4,9 hab./km², y 499 viviendas.